# Breviguina garumpa
Breviguina garumpa är en insektsart som beskrevs av Young 1986. Breviguina garumpa ingår i släktet Breviguina och familjen dvärgstritar. Inga underarter finns listade i Catalogue of Life.